# Janetiella oenephila
Janetiella oenephila är en tvåvingeart som först beskrevs av Haimhoffen 1875.  Janetiella oenephila ingår i släktet Janetiella och familjen gallmyggor. Inga underarter finns listade i Catalogue of Life.